# Pettersenegga
Die Pettersenegga ist ein Gebirgskamm im ostantarktischen Königin-Maud-Land. Im Conradgebirge der Orvinfjella ragt er 10 km nördlich der Sandhø auf.
Entdeckt und aus der Luft fotografiert wurde er bei der Deutschen Antarktischen Expedition 1938/39 unter der Leitung des Polarforschers Alfred Ritscher. Norwegische Kartographen, die ihn auch benannten, kartierten ihn anhand von Luftaufnahmen und Vermessungen der Dritten Norwegischen Antarktisexpedition (1956–1960). Namensgeber ist Sverre O. Pettersen, der bei letzterer Expedition von 1957 bis 1958 als Koch tätig war.